# Říčany
Říčany er en by i Tjekkiet godt 20 km sydøst for Prag. Indbyggertallet i selve byen er 16.955 (2024) og i hele kommunen ca. 30.000. Byen er bl.a. kendt for sin borgruin, som daterer sig tilbage til ca. 1260-1270.
Ricany er bl.a. venskabsby med Albertslund.